# Rhopalomyia aralocaspica
Rhopalomyia aralocaspica är en tvåvingeart som beskrevs av Fedotova 1995. Rhopalomyia aralocaspica ingår i släktet Rhopalomyia och familjen gallmyggor.
Artens utbredningsområde är Kazakstan. Inga underarter finns listade i Catalogue of Life.